# کامیلا نوبره
کامیلا نوبره (انگلیسی: Camila Nobre؛ زادهٔ ۱۰ ژوئن ۱۹۸۸) بازیکن فوتبال اهل برزیل است.
وی همچنین در تیم‌های ملی فوتبال زنان برزیل و زنان گینه استوایی بازی کرده‌است.